# 藤原拓海
藤原 拓海（ふじわら たくみ）は、しげの秀一の漫画『頭文字D』及び『MFゴースト』に登場する架空の人物であり、『頭文字D』の主人公。本項において、『新劇場版』と特記されている場合は2014年アニメーション映画版（頭文字D#劇場版（初代 / 二代目）を参照）のことを指す。

## 搭乗車種

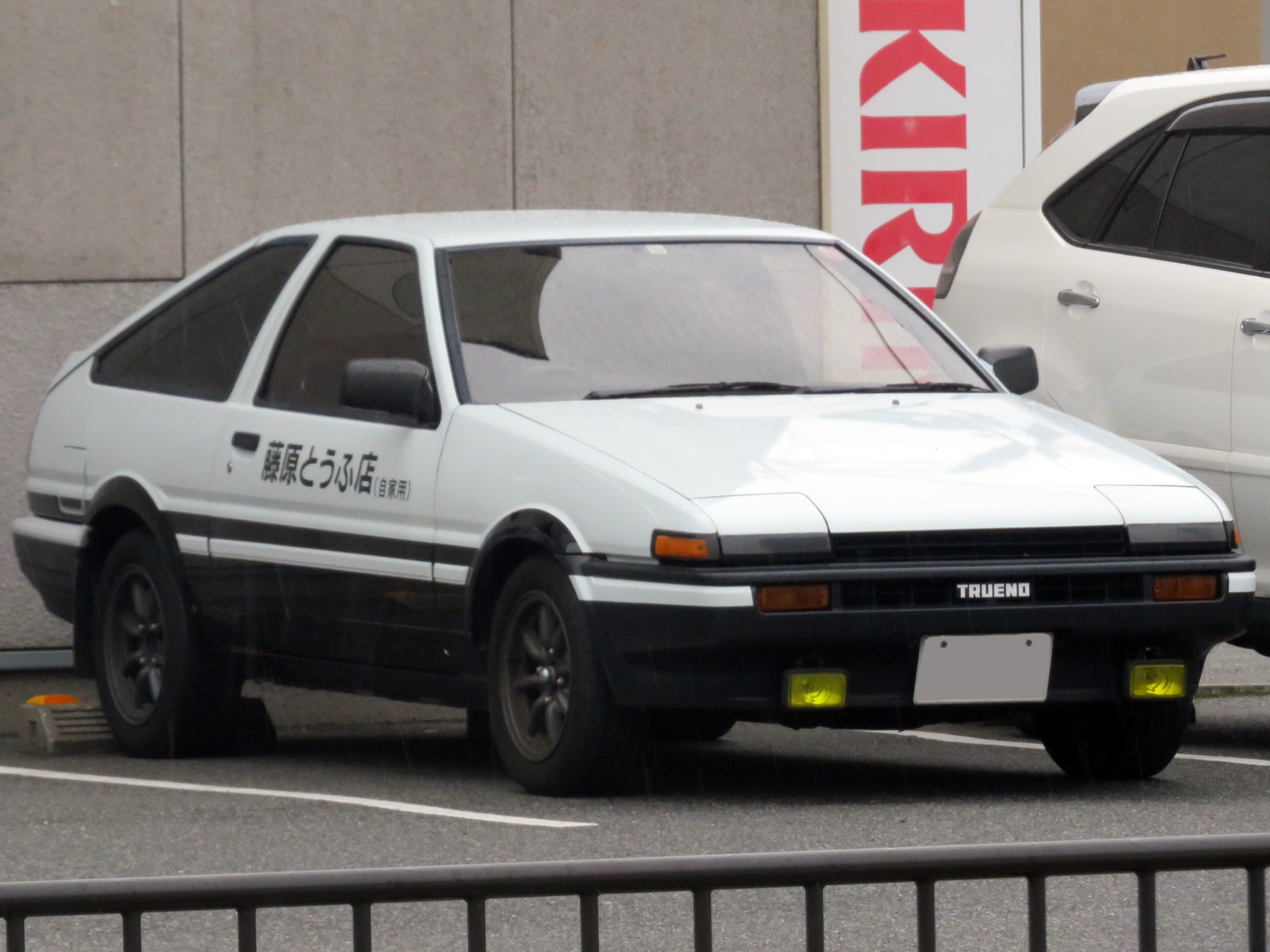

トヨタ・スプリンタートレノ GT-APEX 3ドア AE86型（1984年式 前期型）
- ボディカラー - ハイテックツートン（ホワイト / ブラック）
- 外装パーツ - CIBIE製T353フォグランプ・RS-Watanabe製EIGHT SPOKE[2]・FUJITSUBO製MC50シングルテールマフラー・純正ドアバイザー[3]・右側ドアに「藤原とうふ店（自家用）」のレタリング

プロジェクトD加入後の東堂塾・舘智幸戦から
ドライカーボンボンネット・黒色塗装リトラカバー・RAYBRIG製マルチリフレクターライト
ニセプロジェクトD編から
TRUST製TR Muffler・アクリルリアウインドウ・FRPリアハッチ
- 内装パーツ - 前期型2ドアGT-APEXアナログメーター[6]・イタルボランテ製アドミラル[7]・星光産業製A/Cドリンクホルダー・レーダー探知機[8]・2連追加シガーソケットキット[9]・フォグランプスイッチ・サンルーフ装着車用内張り[10]

エンジン換装後から
フルバケットシート
秋山渉戦から
smith製クロノメトリック機械式12000回転スケールタコメーター・smith製機械式油温計、油圧/水温デュアルメーターを使用した2連ワンオフメーターパネル
プロジェクトD加入後の東堂塾・舘智幸戦から
バケットシート（助手席）・4点式シートベルト
ニセプロジェクトD編から
10000回転スケール永井電子機器製ウルトラステッピングタコメーター、永井電子機器製ウルトラデジタルスピードメーターNo.4000、大森メーター製油温計、油圧計、水温計、燃料計を使用したワンオフメーターパネル・momoステアリング製VELOCE RACING ・アルパイン製1DINカーオーディオ・MoTeC M4-F1
チーム246戦後から
CUSCO製セーフティ21 ダッシュ避けタイプ7点式ロールバー
サイドワインダー戦から
smith製クロノメトリック機械式12000回転スケール タコメーター
- ナンバー - 群馬 55 お 13-954 / 秋名 50 せ 2-674（新劇場版、MFゴースト）/ 群馬　5？　？　89-16（原作）

### 搭載エンジン
初期は4A-GEU型純正シングルスロットル仕様。作中はおろか公式ガイドブックでも詳細は明かされず、2巻で涼介から「せいぜい150馬力くらい。ラリー用のクロスミッションを組んでいる」と推測され、7巻で「MAX馬力たぶん150くらい」という記載があるのみ。
エンジンブロー後、 TRD製AE101用グループA 20バルブ 4A-GE 同時点火仕様（ウェーバー製キャブレター、マーレ製鍛造ピストン、HKS製エキゾーストマニホールド、TRD製フォーミュラ・トヨタ用ドライサンプシステム、オイルキャッチタンク他多数・VVT撤去）に換装。ドライサンプ化によりエンジンの搭載位置が下がるため、低重心になり運動性能が飛躍的に向上している。レブリミットを11000回転に設定していることから、AE101がグループAに参戦した初年度のエンジンであることがうかがえる。高橋涼介曰く「240馬力をしぼり出すユニット」との事だが同時に「公道用にデチューンされているんだろう」とも発言しており、200〜220馬力ほどではないかと推測されるが、こちらも正確な馬力は不明。パープルシャドウ戦後にエンジンの耐久性、戦闘力の両面を追求するため中間トルクを太らせフラットなパワー特性に変更し、レブリミットを9000回転に設定している。

## 人物
身長174 cm、体重58 kg。誕生日は通っていた中学校の2年時の始業日以降～6月21日のどこか（ただし、各月1日は除く）
本作の主人公。高校時代はガソリンスタンドでアルバイトしており、高校卒業後は運送会社に勤めている。秋名山（架空の山、モデルは榛名山）の峠道をホームコースとして、父・文太の愛車である（後に譲り受ける）AE86（ハチロク）で手強い相手に挑み、数々のバトルで勝利を収める。その速さと物珍しさから「秋名のハチロク」の異名を持つ。「プロジェクトD」ではダウンヒル（下り）担当。好きなものは新緑の季節とハチロクのおしりと昼寝で、嫌いなものは威張っている奴と負ける事と遊んでる女の子である。
運転免許を所持していない13歳の中学生の頃から、文太に無免許運転での豆腐の配達を命じられて秋名山を走り込み、同年代のライバルより運転歴も長い。また、積んでいる豆腐を壊さないために始めた「紙コップに入れた水をこぼさない走り」によって、車の荷重移動を駆使する技術にも長けている。さらには配達帰りに「早く帰りたい」という一心から秋名の下りを攻めていたため、優れたブレーキング技術も身につけている。年中走り込んでいるため、雨や雪といった様々なコンディションも苦にしない。全てのコーナーを四輪ドリフト走行で走破し、高橋涼介が提唱する「公道最速理論」の完成形に限りなく近いドライバーと言わしめるほどの神業的なテクニックを持っており、その走りは仲間や数多くのライバル達を魅了している。「ハチロクなんかアウト・オブ・眼中」とまで言い切っていた唯我独尊の岩城清次ですら、敗戦後には赤城山で須藤京一とのバトルに挑み、エンジンブローで敗退した拓海の姿に「当然の結果」と納得しつつも「それでも何かを期待していた。あのハチロクだからか」と口にし、わずかではあるが心境の変化を見せていた。
本人曰く「走ることは顔を洗うのと同じ日常」であるという。また、作品紹介ではしばしば文太から英才教育を施されたと紹介されるが、彼から手取り足取り教わったわけではなく、あくまで自己流で身に付けたテクニックでドリフトも配達の気晴らしで始めたことであり、得意技である溝落としについても雪で滑らない方法として自身が発想したものである（文太本人も「最初は豆腐の方が重要だった」と語っている）。そのためドリフトの初歩でもあるサイドブレーキを活用した走行は未経験で、中村賢太とのバトルではギャラリーで同行していた樹を後部座席に座らせてバラスト代わりとすることでトラクションを稼ぎ、曲がりが深くコーナー半径が小さなヘアピン状のターン（普通ならばサイドブレーキを使う場面）でシフトロックを多用するシーンが描かれている。
本人はいつも乗っているハチロク以外の車の運転はできないと語っているが、樹のAE85（ハチゴー）で妙義ナイトキッズのS13シルビアとMR2を溝落としで抜き去ったり、池谷浩一郎のS13シルビアや塚本の180SXを本来のスペック以上のスピードで走らせて見せたり、それまで乗ったことがなかったハイパワーターボの4WD車である文太のインプレッサを初試乗ながらそれなりに走らせてしまうなど、コツさえ掴めばどんな車も乗りこなしてしまう天性のドライビングテクニックの持ち主である。これまで拓海に同乗した人物（池谷浩一郎、武内樹、塚本、秋山渉、史浩）はその多くが拓海の運転技術に度肝を抜かれており、池谷や塚本に至っては途中で失神している。拓海の腕前について、池谷は「下手にスポーツドライビングの心得があると心底ビビる」、史浩は「『ここが秋名で、運転しているのが藤原拓海である』と頭の中で念仏のように唱えていないと神経がもたない」とも語っている。
当初、普通の運転以外の車の知識は皆無に等しかったが、それゆえ文太の手により新調されたハチロクのレース用エンジンになかなか順応できなかったことや、直後に出会った秋山渉にその点を批判されたこともあり、「プロジェクトD」加入後、メカニカル部門も勉強中。城島戦後は、文太のインプレッサに乗ってワンハンドステアの練習をするなど、ドライビングテクニックをさらに磨いている。
搭乗するハチロクへの愛着も物語序盤ではほぼ無く、樹や池谷には「商売で使っている古いトヨタのクルマ」、なつきには「商売で使っているボログルマ」、文太との会話の最中での内心では「あんなボロ」とも言っていた。しかし、庄司慎吾とのバトルの中で破天荒な走りをして傷をつけた時には激しく落ち込み、ボディが汚れているのに気づいた時には洗車したりと、徐々に愛着が芽生えていく。須藤京一との初対戦でエンジンブローした際には、自責の念から涙を流した。この出来事の後あたりから、それまで「クルマ」と呼んでいたのが「ハチロク」に変わっていく。

## 得意技
慣性ドリフト
拓海の代名詞というべき走法。
反動ドリフト
庄司慎吾戦で使用。
危険なプッシングをかけられてキレた拓海が繰り出したドリフト。あくまで片手をハンドルに固定するガムテープデスマッチという状況下から無意識のうちに行ったことで、得意技ではない。クラッシュしない程度のオーバースピードのまま、横向きにコーナーに突っ込み、リアをガードレールに接触させる。その反動で斜め横を向いた姿勢を維持したままストレートを突っ切り、次のコーナーに突っ込む。ダーティな走りを得意とする慎吾をもってしても「あのハチロク、何か変だ」とまで言わしめた。その際、車体に大きな擦り傷をつけてしまい、文太に咎められた。
溝落とし / 溝走り
道路の排水溝にイン側のタイヤをわざと落として、引っ掛けるようにして遠心力に対抗し、通常より高い速度でコーナーをクリアする。状況によって道路の段差などでも使用することがある（これは「変形溝落とし」とも呼ばれる）。タイヤを落とすタイミングと溝から出すタイミングを調整することで「突っ込み重視」や「立ち上がり重視」など状況に応じて使い分けることができるが、あまりに多用するとサスペンションに負担をかけ、失敗すると破損する恐れもある諸刃の剣である。実際、パープルシャドウの城島俊也戦において変形溝落としに失敗し、サスペンションを破損して敗北寸前の状況に陥ったことがある。
溝またぎ / インホイールリフト
蓋のない側溝があるコースで使用する技。コーナリング中にさらにアクセルを踏み込むことで荷重をリアに集中させ、その瞬間に浮いたフロントで側溝をまたぎ、側溝の向こう側までもをイン側の路面として使用する。これによってより広くイン側を使うことができるが、極めてシビアなアクセルコントロールを必要とするため、見よう見まねで実行した末次トオルはフロントから荷重を抜ききれずに、側溝にタイヤを取られて横転する憂き目に遭っている。
ブラインドアタック
後追い中にヘッドライトを消灯し、自身の居場所を見失わせて敵の虚を突く。消灯している最中は「前走車のライトの先」を見てコースを頭に描きながら走る必要があり、自車の直前の情報が不足するために大変危険な技である。東堂塾OB・舘智幸とのバトルの最中、「消えるライン」を受けたことからヒントを得て「見えなければいい」と半ば破れかぶれになって編み出したのが最初で、再び抜かれたことから繰り出した「完全ブラインドアタック」をはじめ、以降は埼玉北西エリア連合の坂本に対する「雨中のブラインドアタック」、パープルシャドウの城島俊也に対する「ブラインド溝落とし」と、数種類のパターンが存在する。拓海本人としては「つい楽をしてしまうので、あまり多用したくはないが（進路妨害をされたりすると）反射的に使ってしまう」と語っている。後に目眩ましだけでなく、リトラクタブル式であるトレノのヘッドライトを下げて少しでも空気抵抗を減らし速くしたいという気持ちの現れにもなり、そして拓海自身が際も集中力を高めるための走行として昇華している。
藤原ゾーン
命名者は高橋涼介。「他の車とドライバーならどうしてもオーバースピードの状況でも、拓海とハチロクの組み合わせなら行けてしまう」という現象。その具体的な理論については涼介でさえも説明がつかない。後追い中の車からこれを見ると、ハチロクが一瞬ふらついた後、残像を残してコーナーの先へ消えていくように見える。R.TカタギリS.Vの小柏カイは後追い時にこれを目撃し、終盤のレイトブレーキング勝負においてオーバースピードで車をスピンさせてしまう。チーム・スパイラルの奥山広也に至っては、霧の中を猛然と攻める拓海に全く追いつけず完敗した。

## 対戦成績
おおむね連戦連勝を果たしており、作中で拓海が敗北したのはエンペラーの須藤京一と、父・文太の2人だけである（京一戦はエンジンブローによる続行不能）。京一の場合、拓海はとある事情で心を乱していた上、原作では塚本の車で少し攻めただけ（アニメ版においてはカットされているため、一度も走ったことがない）の赤城をいきなり走るという、極めて無謀な状況であった。ただし、拓海は「もし秋名でバトルしても勝てなかった」とも言っている。
その他、高橋涼介には勝利こそしているものの、その理由に涼介が本来自分のスタイルではない走り方（拓海のコピー）をしてタイヤに疲労を蓄積させた点があり、拓海本人は涼介に勝ったという実感を持っていない。それはプロジェクト後も、涼介のナビシートに乗せられたときに再度実感しており、文太同様のコンプレックスを見せている。また、いろは坂で京一に対してリベンジした際も結果としては勝っているが、本人は「公平にみたら引き分けだろうな」と述べている。
「負ける寸前だったが運で勝ちを拾った」といえるバトルも散見される。
エンペラーの岩城清次戦では清次のテクニックに加え、ランエボの性能の高さの前にかなりの苦戦を強いられた。拓海はこのバトルで初めて車の性能差を痛感し、「今まで戦ってきた相手の中で一番速い」と語っていた。勝負自体は清次の半ば自滅で勝利したものの「勝った気がしない。これが秋名以外の場所だったら負けてた」と、その心境を吐露している。
東堂塾の舘智幸戦では終始テクニックで圧倒され、ラインも完全にブロックされてしまい絶体絶命の状況だったが、道路に飛び出してきたイタチらしき小動物を舘が避けようとした瞬間を捉えてパスし、極めて僅差で勝利している。
埼玉北西エリア連合の坂本戦では、ラリーストである坂本のテクニックとカプチーノの恐るべきコーナリングスピードから思考停止状態に陥り、涼介も「晴れていたら取られていた」と語るほどの苦戦だった。
パープルシャドウの城島俊也戦では、溝落としやブラインドアタックを駆使してもなお追いつけないほどの速さを見せつけられ、終盤の溝落とし失敗でサスペンションを破損した拓海が離され始めた直後、持久戦の疲れと連日の猛暑で体調を崩した城島がリタイアしたことで得た勝利だった。
最終戦の乾信司戦では、前半は信司の独特の走行ラインをコピーし圧倒するもタイヤに負担がかかり、かつての涼介戦のように今度は自分が苦しむことになる。ブラインドアタックにて相手を抜くも、最終コーナーに突入した際にブラインドアタックを解除した瞬間、本来の最高回転数を超えた12,000回転以上のオーバーレブによりエンジンブローを引き起こしてスピン。信司も避けようとしてスピンするが、拓海は冷静にスピンからバックの状態で立て直しそのままバックでゴール、最後は涼介が語っていた「ドッグファイトの経験値の差」で極めて僅差で勝利する。
エンジンブローしたハチロクは原作では廃車、アニメ版では拓海が文太に頼み、家の駐車場に保管してもいいという許可を得た。

## 性格
武内樹とは長きにわたる親友であり、学生時代のアルバイト仲間でもある。樹のお調子者な言動に時に振り回されたり、あきれつつも、他の誰にも言えない悩みや思いを吐露するなど、樹を心から信頼している。
普段は何事にも無気力かつ無関心で、やや天然ボケ気味の一面をのぞかせるが、他人の指図を受けることを嫌い、自分の考えをしっかり持っており、決めたことは曲げない頑固な一面も持っている。父・文太は拓海について「ガキのくせに変に頑固ジジイみたいなところがあって、一度意地になるととことん片意地を張る癖がある。おまけにそういう時に限って態度と内心はあべこべだったりする」と語っている。
負けん気の強さも文太譲りで、「本気で怒らせると怖い」エピソードがいくつかある。具体例としては以下のようなものがある。
高校時代に所属していたサッカー部の先輩・御木が、当時部のマネージャーをしていた茂木なつきに手を出し、そのことを他の部員に自慢していることに腹を立て、御木を自分の拳の骨が折れるほどに殴り倒して退部した。
ナイトキッズの庄司慎吾戦にて、故意にぶつけられてスピンさせられたことに逆上、セオリーを大きく外れたライン（時にガードレールにぶつけながら）で、恐るべき速さで猛追して抜き去った。
当初バトルする気のなかったナイトキッズの中里毅については、その性格をバイト先の店長・立花祐一に逆手に取られ、バトルするようにそそのかされている。かつては同じ手法で、文太も何度かそそのかしたとのこと。
情に厚いところもあり、基本的に自分のことを貶されても怒ることはほとんどないが、樹のAE85を馬鹿にしたガラの悪い走り屋に激怒し、そのAE85に乗って妙義ナイトキッズの面々をごぼう抜きにしたりするなど、自分の友人を貶す人間に対しては容赦がない（その前にも同様の行動をとった池谷や健二を睨みつけていた）。特に、庄司慎吾が自分とバトルさせるために池谷のS13をスピンさせて危うく事故らせようとし、さらにアニメ版では沙織とのデート帰りの樹のレビンを襲撃し、レビンを事故らせたあげく樹を病院送りにしたことを知ったときには、悪鬼のような形相で憤慨していた上、その後その件に起因し沙織が樹をフったことをなつきに聞かされたときも、樹のことを想うようなリアクションを見せた。
元々走り屋として腕を磨いてきたわけではなかったために、当初は走り屋としてのプライドやモチベーションや知識に乏しく、樹や池谷らが盛り上がっている中で話題についていけなかったり、さまざまな要因からモチベーションを著しく下げてしまう姿も度々見られた。
文太の影響で中年男性に対するコンプレックスを持っており、パープルシャドウの城島俊也の走りには「雰囲気がインプレッサを転がしてるどこかのクソオヤジ（＝文太）とそっくり」と苦手意識を顕にしていた。
登場時は恋愛には非常に疎く、本人もほとんど女子に興味を示すことはなかったが、高校時代には最終的になつきと付き合う一方で、彼女の親友でもある白石にも好かれていたり、インパクトブルーの沙雪にも気に入られ、第2部では上原美佳と付き合っていることになっていたりと、異性からの人気は相当なものであることが窺える（真子曰く「癒し系の顔」）。第一部の後半では、拓海のいるクラスの中で「かっこいい男子No.2」にも選ばれた。しかし、本人は大の初心で奥手な上に非常に鈍感（第2部では、いくらか改善されている）。なつきとのデート中に揺れるなつきの胸元を見て頬を赤らめたり、階段で樹とパンチラを見て赤面したり、なつきからのお誘いに赤面したりするなど、年相応な純情な一面もある。なお、自分の夢を美佳に語った際には、なつきにも同じことを語ったことがあるにもかかわらず「誰にも言っていない」と発言する一面も見られた。
このほか、高橋涼介に対しても「なぜかアガっちゃうんだ」と、容姿端麗な姿に赤面したこともある。
自宅が貧乏だと感じており、中学生のころ樹の家に招待され、晩御飯が出された際には御馳走だと喜んでいた（樹はこれが普通だと語っていた）。プロジェクトDの解散式で涼介が用意したBBQの牛肉を「普通」だと語る啓介をよそに、「今までこんなに美味しい肉を食べた事ない」とケンタと涙を流して感動していた。
登場当初は未成年ということもあり、原作では数少ない非喫煙者である（樹はたばこを持っているシーンが1シーンだけ存在する）。また、お酒などのアルコールも苦手という。ただしアルコールを受け付けないわけではなく、プロジェクトDの解散式では酔いが回って上機嫌になり、啓介の「俺と藤原のどちらが本当に速いか、インプレッサとFDでバトルしよう」という提案に対し「啓介さんには悪いけど、インプレッサじゃ速すぎて勝負にならない」と酩酊状態で答えて啓介を怒らせ、天然ボケに拍車をかけた生意気な一面を見せた。
新劇場版においては原作やアニメ版よりも明るめの性格になっているほか、熱血漢が強調されており、バトルになると熱くなり絶叫するシーンがいくつか存在する。

## 本編終了後
原作本編では、48巻にて「プロのチームからいくつかオファーがきている」と語られているが、その後についての明確な描写はなく、豆腐の配達をしている場面で結末を迎える。同巻に収録されている番外編『拓海外伝』では「後に世界のフィールドで頭角を現し、不世出の天才と呼ばれるようになる男」と語られている。
アニメ版最終話では本編の内容に加えて、後日ドリフト競技イベントで、緑のレーシングスーツの人物に声をかけられている描写が加わっている。
なお現場は背景に左右二本の建物を繋ぐ通路に球体があるビルが映り込むなどD1 GRAND PRIXのお台場戦と思しき描写(｢TOKO TIRES｣｢PROEXS｣などと入った青いシルビアと｢MATS｣と入った赤黒のスープラの追走バトルなど、実在のD1マシン(に酷似した、ロゴのみ架空のものに書き換えた車両)が登場する。)がされており、その人物は恐らく土屋圭市である。

### MFゴースト
『頭文字D』の後継作『MFゴースト』で、プロジェクトD編終了後の拓海の経歴について語られる場面がある。
プロジェクトD解散後、20歳で単身イギリスに渡り、同国内のラリーで頭角を現す。その後タイトルを何度も獲得し、やがて世界ラリー選手権（WRC）にもスポット参戦する。特にターマック（舗装路）での速さに定評があり、イギリスで「フライングジャン（空飛ぶ日本人）」の異名を取るまでに有名なラリードライバーとなる。
やがてトヨタ自動車とプロドライバーとして契約を結び、WRCのフル参戦体制が整うものの、シーズン前のマシンテスト中にドライブシャフトが破損、コントロール不能になったマシンごと谷底に転落し大怪我を負う。それにより長期入院とリハビリを強いられ、後遺症によりプロドライバーとしてのキャリアを絶たれてしまい、「悲運のラリースト」と呼ばれるようになる。
その後、イギリスの名門レーシングスクール「RDRS（ロイヤル・ドニントンパーク・レーシング・スクール）」の講師に転身し、『MFゴースト』の主人公となるカナタ・リヴィントンを鍛え上げた。なお、教え子にはカナタの他にエマ・グリーンがいる。
『MFゴースト』本編の1年前に、リハビリ時代を支えた日本人女性とイギリスで結婚している事が、MFG第3戦で秋山渉によって語られている。結婚相手の女性については名前は明かされていなかったものの、後にプロジェクトD編（5th Stage）で交際していた上原美佳であることか判明し、藤原美佳として登場した。
MFG最終戦から2年後に行われたカナタと西園寺恋の結婚式に出席している。同じく出席していた涼介から「手伝ってほしいことがある」として帰国するよう促されている。これに対して一児の父になる予定であることや高齢者になった文太のことがあるので前向きに考えていることがほのめかされている。因みにこのやり取りの1コマが本作において拓海の唯一の登場となった。